# Oncle
|  | «Tio» redirigeix aquí. Vegeu-ne altres significats a «Tio (prefix)». |

Un oncle, tio o tiet, és el germà i la tia o tieta la germana del pare o la mare. Jurídicament, formen part dels graus de parentiu de tercer grau, iguals com els nebots, els besavis i els besnets. En molts països, el dret familiar i social, el grau de parentiu determina certs drets, com ara absència justificada a la feina així com l'impost sobre successions i donacions. Un oncle valencià és el cosí del pare o de la mare.
També s'utilitza aquest terme per a referir-se a una relació d'afecte i respecte amb un adult que no és estrictament un familiar però que és molt proper però per la diferència d'edat no es fa servir directament el nom. Altres llengües tenen termes diferents segons es tracti de la branca paterna o materna. El sistema de parentiu indica quina terminologia es fa fer servir.
La paraula prové del llatí auunculus, on significa oncle matern.

## Sistemes de parentiu
L'antropòleg Lewis Henry Morgan (1818-1881) va classificar els sistemes de parentiu i va batejar el sistema més comú a Occident «parentiu esquimal». S'hi diferencia segons el gènere però no segons la branca familiar. Oncle o tia s'hi fan servir indiferentment per als germans i germanes dels pares, així com llurs conjuges. Tot i això, estudis més recents han demonstrat que el sistema esquimal era molt més complex, i que el terme és qüestionable.
Segons Morgan, a Hawaii i les illes de l'oceà Pacífic només es distingeix entre les generacions i només hi ha una paraula per qualsevol persona de proximitat de la generació dels pares. A Sudan i Turquia, ans al contrari hi ha fins a catorze termes diferents, segons el grau de parentat i el lineatge. Altres grups tenen una terminologia patrilineal, com els omaha, o matrilineal com els crows.